# Conselho de Reconciliação e Restauração da Somália
Conselho de Reconciliação e Restauração da Somália foi um movimento político e organização paramilitar ativo no período de 2001 a 2004, baseada no sul da Somália. Fundado em 2001 por Hussein Mohamed Farrah Aidid, filho do notório senhor da guerra Mohamed Farrah Aidid, tem suas origens na Aliança Nacional Somali liderada por Aidid. 
Foi fundado na Etiópia em abril de 2001 por uma coalizão frouxa de senhores da guerra. O movimento apelou publicamente à comunidade internacional para intervir na Somália e estabelecer um governo de transição semelhante ao do Afeganistão. Foi apoiado por Puntlândia.
O Conselho de Reconciliação e Restauração da Somália foi originalmente formado para se opor ao nascente Governo Nacional de Transição e a Aliança do Vale de Juba. No entanto, finalmente resolveria as diferenças com o governo e alguns líderes moderados seriam incorporados à nova administração interina.